# Nanni di Baccio Bigio
Nanni di Baccio Bigio, pseudonimo di Giovanni Lippi (Firenze, ... – Roma, 1568), è stato un architetto italiano del XVI secolo.

## Biografia
Nacque a Firenze ma lavorò soprattutto a Roma dove costruì il Palazzo Salviati alla Lungara in stile sangallesco, diresse i lavori per la ristrutturazione di Castel Sant'Angelo ed eresse la Porta del Popolo.
Erudito e promotore dello stile sangallesco, come già detto in precedenza, ne fu appunto seguace ed allievo.
Completò inoltre il Palazzo Sacchetti in via Giulia e lavorò alle fortificazioni di Fano e di Civitavecchia. Inoltre partecipò alla costruzione di Palazzo di Monte presso Monte San Savino e, sempre nello stesso borgo della Provincia di Arezzo, realizzò le cosiddette Logge dei Mercanti, su progetto di Andrea Contucci detto il Sansovino, e eresse anche Porta Fiorentina, questa volta su progetto dell'architetto Giorgio Vasari, decorata con affresco raffigurante la cosiddetta Madonna delle Vertighe tra Santi. Realizzò anche Palazzo Lante per conto dei Medici.
Nanni di Baccio Bigio è inoltre noto per la feroce polemica che ebbe con Michelangelo Buonarroti.
Morì a Roma nel 1568.
Suo figlio, Annibale Lippi, fu anch'egli architetto.